# 1021 هـ
1021 هـ هي سنة في التقويم الهجري امتدت مقابلةً في التقويم الميلادي بين سنتي 1612 و1613.

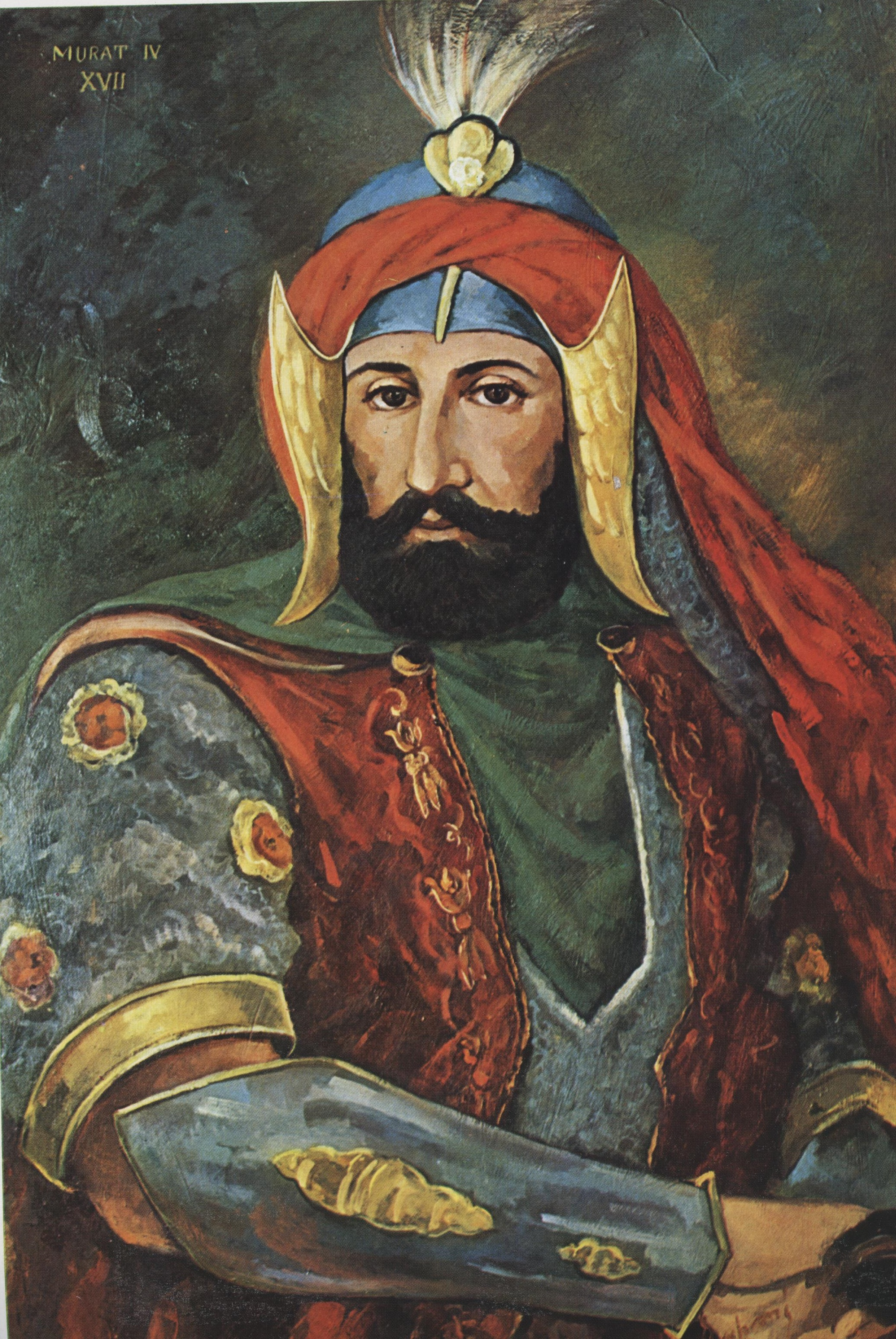
مراد الرابع

## أحداث
- أبو حسون السملالي يبدأ في تأسيس إليغ، التي سيتخذها عاصمة لإمارته السملالية.

## مواليد
- مراد الرابع

## وفيات
- محمد بن علي الفشتالي